# Parbhani
Parbhani (marathi: परभणी) és una ciutat i municipi de Maharashtra, capital del districte de Parbhani a la regió de Marathwada, situada al centre de l'estat a 19° 16′ N, 76° 47′ E / 19.27°N,76.78°E. Consta al cens del 2001 amb una població de 259.170 habitants. El 1901 la població era de 9.958 habitants. És també capital d'una taluka amb el seu mateix nom.

## Història
Va pertànyer al principat d'Hyderabad entre 1724 i 1948, quedant sota ocupació índia, i part de l'estat d'Hyderabad del 1950 al 1956 i de l'estat de Bombai fins a 1960, quan es va formar Maharashtra.